# Органічний ринок в Україні

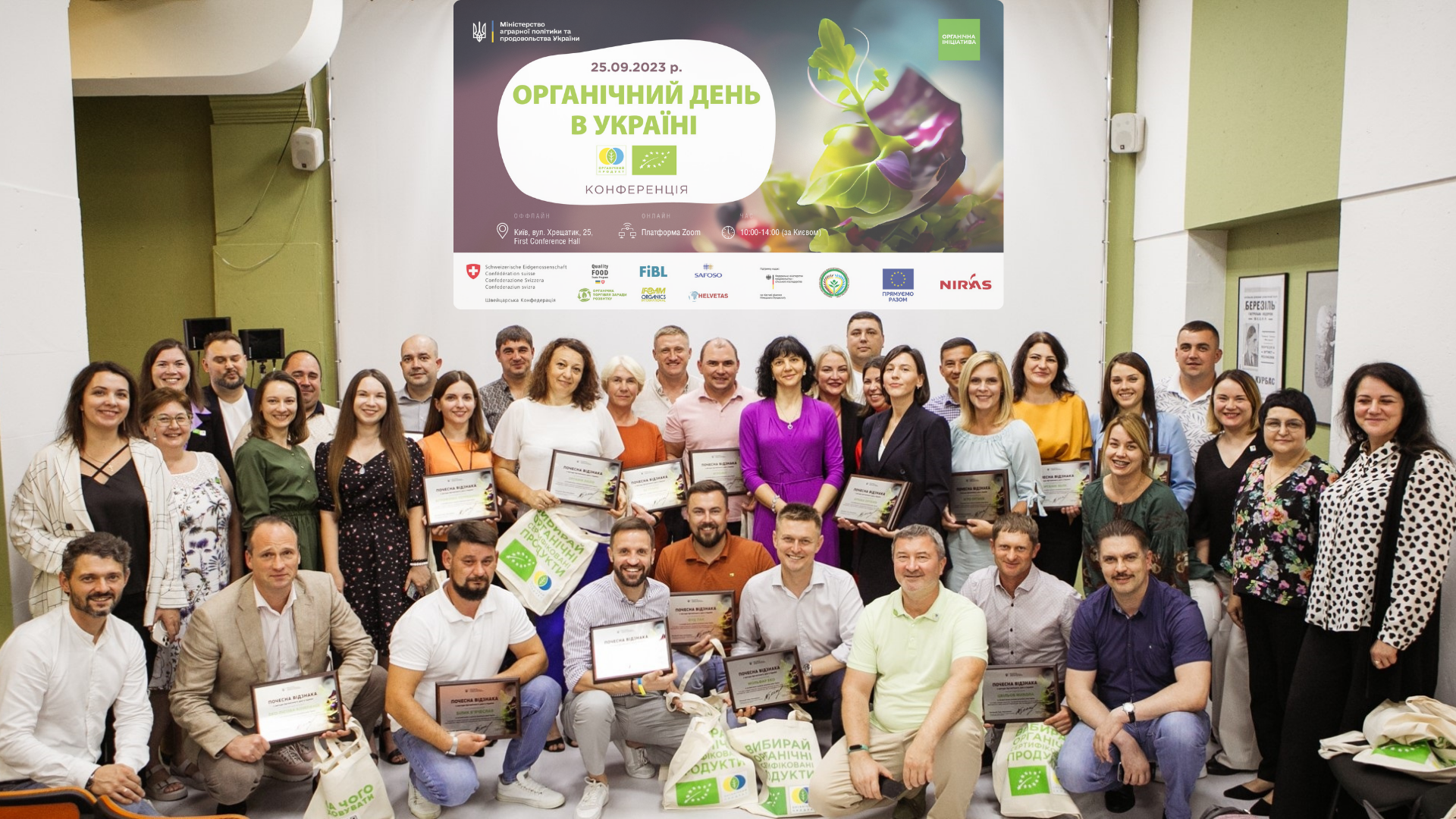
Сертифіковані оператори та учасники органічного руху України на конференції «Органічний день в Україні», 25 вересня 2023 року

Органічний ринок в Україні — сегмент економіки, спрямований на виробництво, обіг та споживання органічних продуктів. Органічний ринок в Україні включає в себе вирощування та/або виготовлення різноманітної агропродовольчої продукції відповідно до встановлених українським та/або міжнародним законодавством стандартів органічного виробництва. Цей ринок є важливим сегментом сільського господарства та споживчого ринку України, який сприяє збереженню навколишнього середовища, підтримці здоров'я ґрунту, рослин, тварин, людей, а також розвитку сталого сільського господарства. 

## Внутрішній ринок органічної продукції

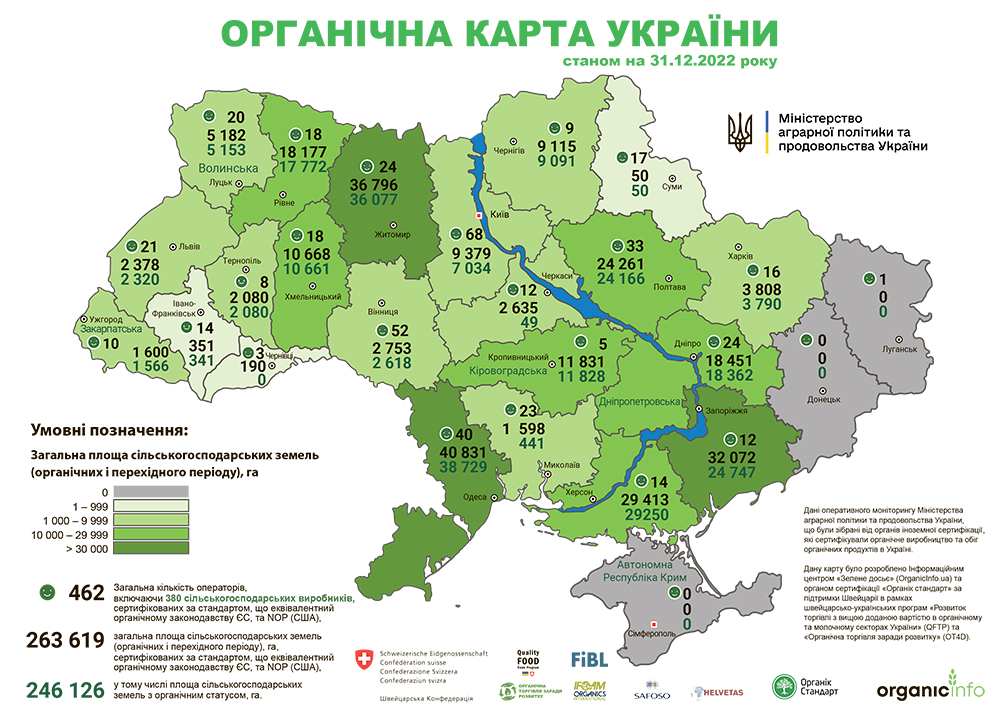
Органічна карта України 2022

В Україні станом на 31 грудня 2022 р. загальна площа сільськогосподарських угідь, зайнятих під органічне виробництво, та перехідного періоду, склала 263 619 га (0,6% від загальної площі земель сільськогосподарського призначення України), в тому числі площа сільськогосподарських угідь з органічним статусом – 246 126 га, площа сільськогосподарських угідь перехідного періоду – 17 493 га. Загальна кількість операторів органічного ринку становила 462, включаючи 380 сільськогосподарських виробників. 
Протягом останніх років, до 24 лютого 2022 року, на внутрішньому ринку спостерігалося зростання продажів та розширення асортименту органічних продуктів. 
Через повномасштабне військове вторгнення Росії на територію України продажі української органічної продукції на внутрішньому ринку скоротилися на 36% за обсягом (6 280 тонн) та на 48% за вартістю (близько 17 млн доларів США) у 2022 році порівняно з 2021 роком.
Асортимент української органічної продукції на внутрішньому ринку: молоко та молочна продукція, овочі, фрукти та гриби, круп’яні і зернові вироби, борошно, насіння, снеки, яйця, м’ясна продукція, соки, напої, пасти, консервовані продукти, олія, прянощі та спеції, цукор та інша продукція, до якої входять хлібобулочні вироби, вареники/пельмені, мед, шоколад, чай, кава.

## Експорт української органічної продукції
Протягом 2022 року, попри повномасштабну війну, Україна експортувала 245 600 тонн органічної продукції на суму 219 млн дол. США до 36 країн світу, що майже дорівнює обсягу та вартості експорту органічної продукції у 2021 році (261 000 тонн, 222 млн дол. США). 95% органічної продукції з України було експортовано в країни Європи. Більшість продукції було експортовано залізницею та автомобільним транспортом. Обсяги експорту суднами зменшилися, зокрема, авіаперевезення для експорту з України стали неможливими. 
Найбільшими країнами-імпортерами української органічної продукції у 2022 році були Нідерланди, Німеччина, Австрія, Швейцарія, Польща, Литва, США, Італія, Велика Британія та Чехія. Українські органічні виробники також експортували в деякі країни Азії та Північної Америки.
До найбільш експортованих органічних продуктів з України увійшли кукурудза, соя та пшениця. Також експортувалися олія соняшникова, макуха соняшника, соняшник, чорниця заморожена, ячмінь, ріпак, пшоно та інша продукція.
Відповідно до звіту Європейської Комісії, у 2022 році Україна посіла 3-є місце зі 125 країн за обсягами імпортованої органічної продукції до ЄС. Так, протягом 2022 року до ЄС ввезено 2,73 млн тонн органічної агропродовольчої продукції, з них – 219 тис. тонн (8%) з України, що склало 85% від загального обсягу експорту української органічної продукції. Так, Україна посіла перші місця серед країн-експортерів до ЄС, експортувавши 93 тис. тонн (77,1%) зернових культур (окрім пшениці та рису) та 20 тис. тонн (22%) насіння органічних олійних культур (без урахування сої).

## Законодавче регулювання органічного ринку в Україні
Станом на березень 2024 року органічне виробництво в Україні регулюється Законом України «Про основні принципи та вимоги до органічного виробництва, обігу та маркування органічної продукції», а також відповідними нормативно-правовими актами.
Щодо історії розробки та впровадження органічного законодавства в Україні, спочатку 21 квітня 2011 року Верховна Рада України ухвалила Закон «Про органічне виробництво». Документ визначав правові, економічні, соціальні й організаційні основи ведення органічного сільського господарства, вимоги щодо вирощування, виробництва, переробки, сертифікації, маркування, перевезення, зберігання та реалізації органічної продукції та сировини. Але цей закон не було впроваджено.
У 2014 році було ухвалено Закон України «Про виробництво та обіг органічної сільськогосподарської продукції та сировини». Це був основний законодавчий акт у сфері регулювання органічного ринку до 2018 року.
Вже 10 липня 2018 року Верховною Радою України було ухвалено Закон України «Про основні принципи та вимоги до органічного виробництва, обігу та маркування органічної продукції» № 2496, а 2 серпня 2019 року його було введено в дію.
У травні 2023 року Національне агентство з акредитації України видало перший атестат про акредитацію органу сертифікації ТОВ «Органік Стандарт». У червні 2023 року Мінагрополітики внесло ТОВ «Органік Стандарт» до Державного реєстру органів сертифікації у сфері органічного виробництва та обігу органічної продукції, що дозволило йому розпочати проведення сертифікації органічного виробництва та/або обігу органічної продукції відповідно до вимог законодавства України.
У серпні 2023 року Мінагрополітики запустило Державний реєстр операторів, що здійснюють виробництво продукції відповідно до вимог законодавства у сфері органічного виробництва, обігу та маркування органічної продукції.

## Маркування органічної продукції
| Державний логотип для органічної продукції |
| ------------------------------------------ |
|                                            |
|                                            |

Маркування продукції, що вводиться в обіг та реалізується як органічний продукт, здійснюється відповідно до Закону України «Про основні принципи та вимоги до органічного виробництва, обігу та маркування органічної продукції». Продукт дозволяється маркувати як органічний продукт, якщо він вироблений відповідно до вимог законодавства у сфері органічного виробництва, обігу та маркування органічної продукції і містить не менше ніж 95 відсотків органічних інгредієнтів сільськогосподарського походження (за вагою без урахування частки води та кухонної солі) та не більше 5 відсотків (за вагою) неорганічних інгредієнтів, внесених до Переліку речовин (інгредієнтів, компонентів), що дозволяється використовувати у процесі органічного виробництва та які дозволені до використання у гранично допустимих кількостях. Органічне виробництво такого продукту підтверджується сертифікатом.
Органічна продукція, що вводиться в обіг та реалізується, повинна маркуватися державним логотипом для органічної продукції. 
Державний логотип для органічної продукції наноситься виключно на продукцію, вироблену відповідно до Закону України «Про основні принципи та вимоги до органічного виробництва, обігу та маркування органічної продукції», що підтверджено сертифікатом, що засвідчує відповідність процесу виробництва продукції та її обігу вимогам законодавства у сфері органічного виробництва, обігу та маркування органічної продукції.  
Державний логотип, затверджений наказом Мінагрополітики від 22 лютого 2019 року № 67, може наноситися на будь-яку упаковку, етикетку (стікер), споживчу тару, контретикетку, кольєретку, ярлик, пробку, листок-вкладиш, документ, повідомлення, інші елементи упаковки, що супроводжують органічну продукцію чи належать до неї.
Державний логотип для органічної продукції зареєстрований як торгова марка та належить Міністерству аграрної політики та продовольства України.
Вимоги щодо правильного використання державного логотипа для органічної продукції та її маркування описані на сайті Міністерства аграрної політики та продовольства України, а також у Методичних рекомендаціях щодо використання державного логотипу органічної продукції. 
У вересні 2023 року в рамках конференції «Органічний день в Україні» відзначили 50 українських органічних операторів, які першими були сертифіковані за національним законодавством у сфері органічного виробництва, обігу та маркування органічної продукції, що дало їм право маркувати свою продукцію державним логотипом. До переліку цих компаній увійшли: Галекс-Агро (Житомирська обл.), Агровест Груп (Житомирська обл.), Агрофірма Україна-Говтва (Полтавська обл.), Околиця (Полтавська обл.), Домашня Курочка (Житомирська обл.), Шаповалюк Микола (Вінницька обл.), Заболотнюк Вячеслав (Вінницька обл.), Білик В’ячеслав (Вінницька обл.), Органік Оригінал (Київська обл.), Кучер Богдан (Черкаська обл.), Петрович-2016 (Рівненська обл.), Сад-Логістик (Вінницька обл.), Киянівка (Вінницька обл.), Фуд Пак (Київська обл.), Комарівці (Вінницька обл.), Пфаннер Агро (Вінницька обл.), Мельник Тетяна (Рівненська обл.), Сіріус (Житомирська обл.), Біо Фармінг (Житомирська обл.), Цефей-Еко (Житомирська обл.), Агрофіт (Дніпропетровська обл.), Мольфар Еко (Закарпатська обл.), Діброва Фармз (Рівненська обл.), Диво Ягода (Харківська обл.), Агрофірма Терравино (Херсонська обл.), Ягідки (Київська обл.), Органік Лайф (Київська обл.), Сумський Національний Аграрний Університет (СНАУ) (Сумська обл.), Пушкар Галина (Волинська обл.), Золотий Колос (Хмельницька) обл., Дедденс Агро (Рівненська обл.), Кунівське (Хмельницька обл.), Ріттер Біо Агро (Рівненська обл.), Цвільов Микола (Сумська обл.), Граніт-Агро (Полтавська обл.), Агро-Сула (Полтавська обл.), Лящівка (Черкаська обл.), Світанок1 (Полтавська обл.), Рублівський Елеватор (Полтавська обл.), Біо-Органік (Житомирська обл.), Грона Агро (Київська обл.), Агро Органік (Рівненська обл.), Жива-Земля (Волинська обл.), Псп Ім. Т. Г. Шевченка (Київська обл.), Рсн-Трейд (Рівненська обл.), Сквирський Комбінат Хлібопродуктів (Київська обл.), Еко-Лісова Компанія (Київська обл.), Органічний М’ясний Продукт (Житомирська обл.), Каленський Олександр (Житомирська обл.), Аг Групп (Київська обл.), Органік Агро (Тернопільська обл.), Органік Мілк (Житомирська обл.), Лан-Агро (Полтавська обл.), Арніка Органік (Полтавська обл.).

## Ключові учасники органічного сектору в Україні
- Органічна ініціатива – громадська спілка, яка об’єднує представників органічного ринку, основною метою якої є сприяти зростанню торгівлі українською органічною продукцією з вищою доданою вартістю на внутрішньому і зовнішньому ринках, а також сприяти в цілому зростанню органічного ринку України.
- Органічна Україна – спілка виробників органічних сертифікованих продуктів,  створена з метою формування та розвитку органічного ринку України та світу, та захисту інтересів українських сертифікованих виробників як в Україні так і за її межами.
- Федерація органічного руху України – організація, що має на меті всебічну пропаганду цінностей та світогляду, притаманних прибічникам світового органічного руху, підвищення ефективності сільськогосподарського виробництва з одночасним розвитком сучасних світових та вітчизняних безпечних для природи та людини технологій, сприяння розвитку органічного     руху в Україні.
- Інформаційний центр «Зелене досьє» – міжнародна благодійна організація, що сприяє поширенню принципів сталого розвитку в суспільстві, інтеграції їх до національної політики та урядових програм через розповсюдження об’єктивної інформації екологічного та соціального спрямування до ЗМІ, місцевих громад, влади та бізнесу, залучаючи їх таким чином до практичних дій.
- Органік Стандарт – перший та єдиний український орган сертифікації, що здійснює інспекцію та сертифікацію органічного виробництва. Компанія надає послуги більш ніж 600     операторам, що становить понад 75% всіх органічних операторів в Україні.
- Екотерра – львівська міська громадська організація метою якої є залучення широких кіл громадськості до проблеми застосування пестицидів як у фермерських та великих господарств, так і на невеликих ділянках окремих громадян.
- Асоціація «Ягідництво України» – галузева асоціація, що об'єднує всіх професійних гравців плодово-ягідного ринку. Членами є юридичні особи та фізичні особи – підприємці, які спеціалізуються на вирощуванні та переробці ягід і кісточкових фруктів, постачанні посадкового матеріалу, ЗЗР, МТР тощо, кооперативи, громадські організації, освітні заклади та інші представники сектору. Членами є багато виробників органічних ягід.
- OrganicInfo.ua – спеціалізований інформаційний портал для просування органічного виробництва, органічних харчових продуктів та сталого способу життя. На порталі зібрана вся інформація про органічний ринок України: законодавча база, історія розвитку органічного руху в Україні та світі, практична інформація для органічних операторів, корисна інформація для споживачів, результати досліджень органічного ринку, новини та анонси органічних подій. Інформація доступна українською та англійською мовами.
- Органічна Платформа Знань – вебпортал, що об’єднує всі наявні в Україні наукові, інформаційні та практичні матеріали про органічний сектор і робить їх доступними для широкого загалу науковців, викладачів, студентів, практиків та учасників органічного руху. Всі матеріали, що публікуються на платформі, проходять оцінку незалежними експертами галузі на предмет їх актуальності та якості.

### Органи державної влади та державні установи
- Міністерство аграрної політики та продовольства України – центральний орган виконавчої влади, що формує нормативно-правову базу в органічному секторі України, веде державні реєстри органів сертифікації, операторів та органічного насіння і садивного матеріалу, і забезпечує підготовку та підвищення кваліфікації інспекторів органічного виробництва.
- Державна служба України з питань безпечності харчових продуктів та захисту споживачів – центральний орган виконавчої влади, уповноважений проводити державний нагляд (контроль) у сфері органічного виробництва, обігу та маркування органічної продукції відповідно до органічного законодавства України. Це включає здійснення державного нагляду (контролю) за дотриманням законодавства у сфері органічного виробництва, обігу та маркування органічної продукції: перевірка діяльності органів сертифікації; вибіркова перевірка діяльності операторів; моніторинг органічної продукції на ринку з метою запобігання потраплянню на ринок неорганічної продукції, маркованої як органічна.
- Офіс з розвитку підприємництва та експорту (Офіс) – державна установа, метою якої є сприяння розвитку та підтримки малого і середнього підприємництва, підтримка та просування експорту товарів, робіт та послуг українських виробників відповідно до програмних документів Кабінету Міністрів України, інших документів державного планування. Починаючи з 2019 Офіс підтримує органічний експортний ринок України, сприяючи розвитку потенціалу українських експортерів органічної продукції, просуванню органічного сектору та формуванню позитивного іміджу України як надійного постачальника органічної продукції за кордоном. Офіс активно підтримує та організовує різноманітні заходи для органічних експортерів, зокрема, національні павільйони України на ключових міжнародних торгівельних виставках, таких як BioFach[en] (Нюрнберг, Німеччина), Anuga (Кельн, Німеччина), SIAL (Париж, Франція) та Middle East Organic & Natural Products Expo (Дубай, ОАЕ).[19] Також Офісом у партнерстві з органом сертифікації Органік Стандарт було створено Каталог українських експортерів органічної продукції.[20]

Під патронатом та за участі Мінагрополітики, у співпраці з учасниками органічного сектору та за підтримки міжнародних партнерів з розвитку, відбуваються різні заходи задля розвитку органічного ринку в Україні.

## Проєкти та програми міжнародної технічної допомоги в органічному секторі України
- Швейцарсько-українська програма «Розвиток торгівлі з вищою доданою вартістю в органічному та молочному секторах України» (QFTP), що фінансується Швейцарією та впроваджується Дослідним інститутом органічного сільського господарства (FiBL, Швейцарія) у партнерстві із SAFOSO AG (Швейцарія).
- Швейцарсько-українська програма  «Органічна торгівля заради розвитку у Східній Європі» (OT4D), що фінансується Швейцарією та впроваджується IFOAM – Organics International у партнерстві з HELVETAS Swiss Intercooperation та Дослідним інститутом органічного сільського господарства (FiBL, Швейцарія).
- Проєкт «Німецько-українська співпраця в галузі органічного сільського господарства» (COA).

Представники проектів/програм надають експертну допомогу при розробці нормативно-правової бази, впровадженні законодавства у сфері органічного виробництва, обігу та маркування органічної продукції, підтримують проведення різноманітних заходів та розробки або перекладів публікацій щодо органічної теми.
У 2024 році Україна успішно була представлена на найбільшій міжнародній виставці органічної продукції BIOFACH, що відбулася у м. Нюрнберг, Німеччина. Зворотний зв'язок від учасників та партнерів щодо роботи Національного павільйону України на BIOFACH 2024, який був організований державною установою Офіс з розвитку підприємництва та експорту, національним проєктом Дія.Бізнес, під патронатом Міністерство аграрної політики та продовольства України, за сприяння громадських спілок Органічна Україна та Органічна ініціатива, за підтримки Швейцарії в межах швейцарсько-української програми «Розвиток торгівлі з вищою доданою вартістю в органічному та молочному секторах України», що впроваджується Дослідним інститутом органічного сільського господарства (Research Institute of Organic Agriculture (FiBL), Швейцарія) у партнерстві із SAFOSO AG (Швейцарія); ЄБРР за фінансування Швейцарії в рамках Фонду сприяння малому бізнесу ЄБРР; Western NIS Enterprise Fund було зафіксовано у відео-ролику.
З метою популяризації органічного виробництва в Україні серед потенційних українських виробників та іноземних інвесторів у рамках співпраці з швейцарсько-українським проектом «Розвиток органічного ринку в Україні» створено відео-ролик про органічне виробництво «Organic in Ukraine».
Також, на замовлення проєкту «Німецько-українська співпраця в галузі органічного сільського господарства» було створено фільм про органічний сектор України під час війни «Український органічний рух: здобутки, війна, перспективи».